# 立花大正民家園 旧小山家住宅
立花大正民家園 旧小山家住宅（たちばなたいしょうみんかえん きゅうこやまけじゅうたく）は、 東京都墨田区立花6-13-17にある古民家。
1917年（大正6年）建築であるが、江戸時代の農家と町家の双方の特徴をあわせもつ建築様式と、庭園に七福神の石像があることから一カ所で七福神めぐりができるスポットして注目される。
墨田区指定有形文化財である建物の文化財指定名称は旧小山家住宅（きゅうこやまけじゅうたく）。現地では「立花大正民家園 旧小山家住宅」と併記される。

## 沿革

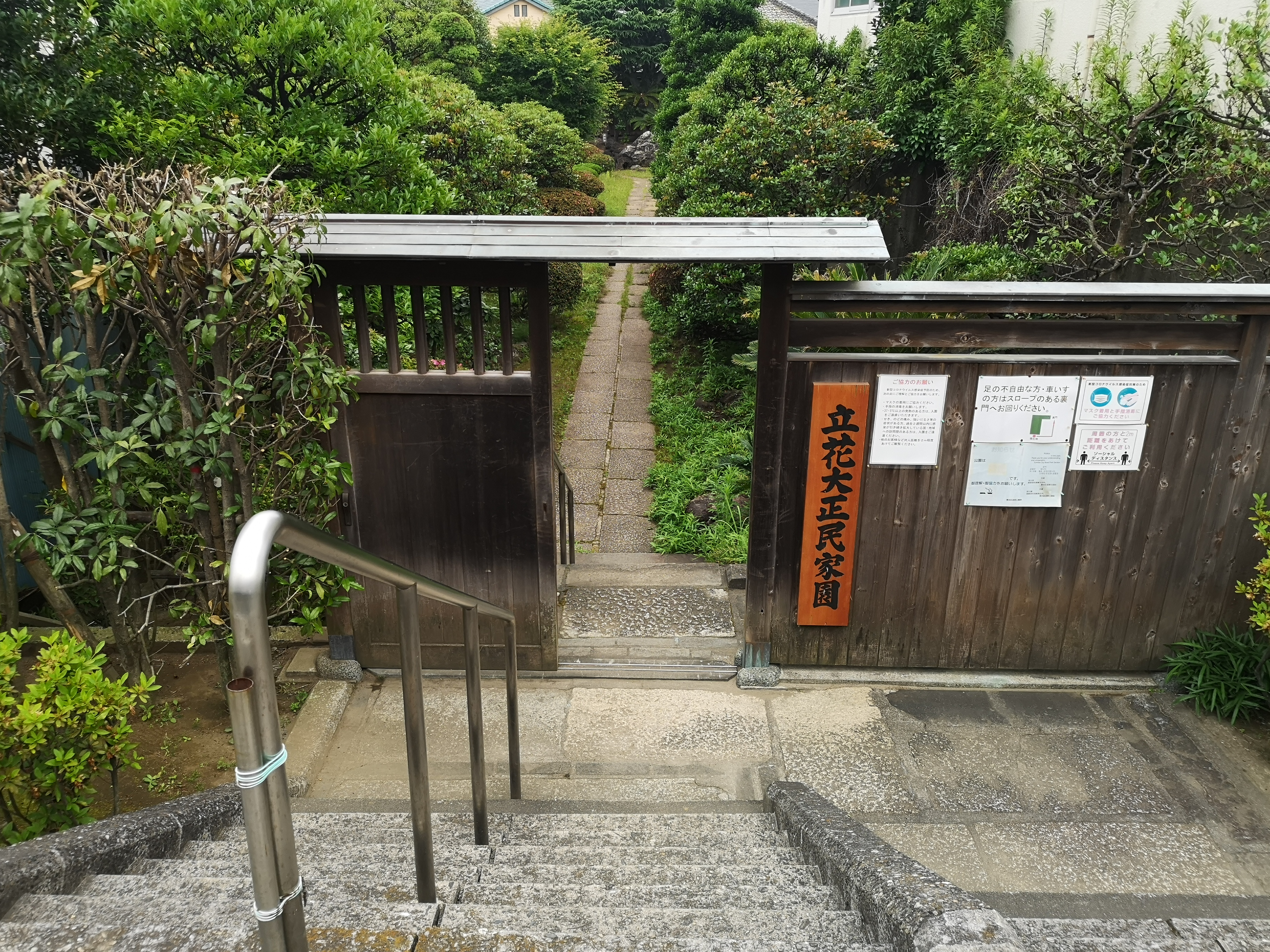
道路より数メートル下にある敷地入口。

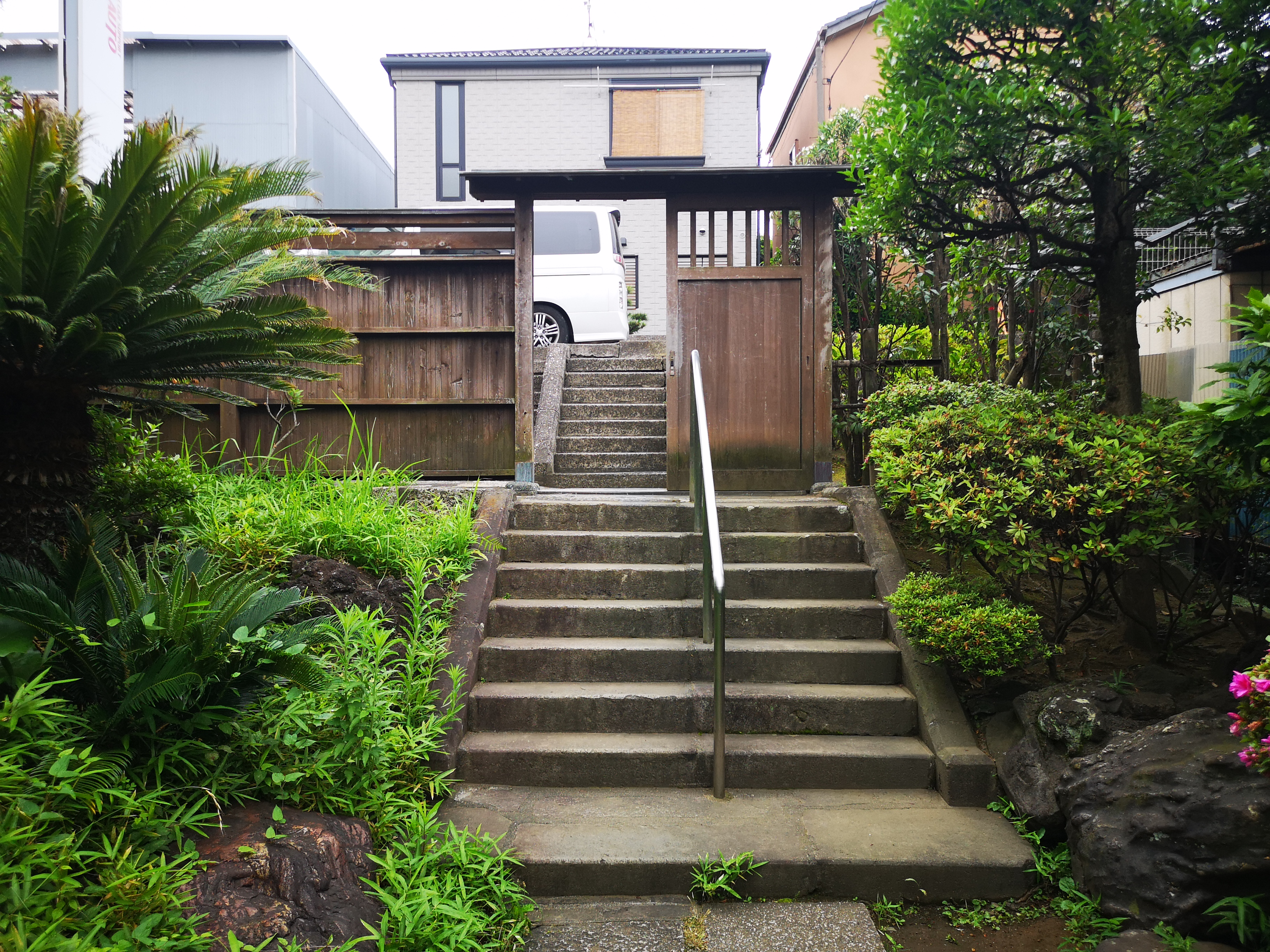
庭から外を眺める

旧小山家住宅は、1917年（大正6年）、小山市五郎によって、向島東4-1-116に建築された。
同じ地にもともと茅葺の住宅があり、これを解体して新たに建築されたものである。
小山家は、1911年（大正元年）に町政に移行する以前は吾嬬村と呼ばれた一帯において村の名主とも称される大地主で、『日本紳士録』によれば小山一五郎は周辺一帯の土地を所有し、353円の所得税を納めていた。
住宅は1923年（大正12年）の関東大震災や1945年（昭和20年）の東京大空襲でも被災をまぬがれ、1998年（平成10年）6月までは子孫が居住していたが、1997年（平成9年）6月と9月には早稲田大学理工学部建築史研究室（中川武教授）の調査が行われ、1998年（平成10年）に居住者の孫から墨田区に建物が寄贈された。
墨田区はこれを「旧小山家住宅」として1999年（平成11年）2月16日に墨田区登録有形文化財（建造物）に登録し、同年8月5日に墨田区指定有形文化財に指定した。農村文化を伝える施設として、住宅と隣接する庭園を整備し、7月1日に「墨田区立立花大正民家園」として開園、一般公開している。
2000年代には、時節にあわせて昭和期以前の五月人形やハレの日の衣装や道具を公開するなど、展覧会会場としても活用されている。

## 建築

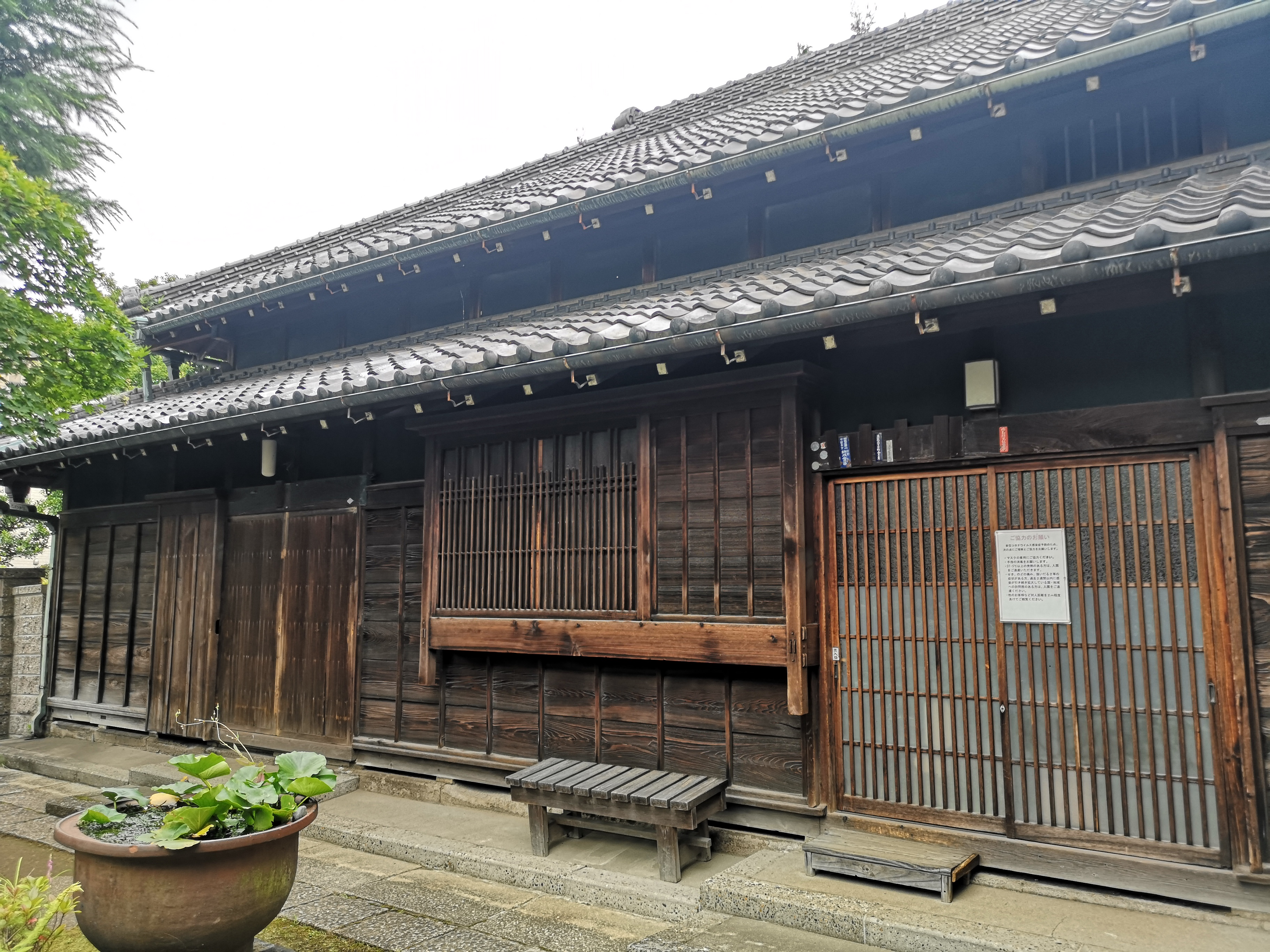
玄関

「旧小山家住宅」として墨田区の文化財指定を受ける建物は、間口14.7メートル、奥行8.35メートルの木造平家建、寄棟造、桟瓦葺の建物で、管理人室を除く延べ床面積は113.22平方メートル（約34坪）。
1917年（大正6年）、かつての母屋の北側に木造平屋建寄棟造で新築された民家で、大工は地元在住の田口鉄五郎（大鉄）だった。
建築当初の屋根は茅葺であったが、昭和10年代に瓦葺に葺き替えられ、この頃に土間に床をはり、玄関を新設する工事も行われた。
部分的な改修は行われたものの、創建当時はまだ珍しかった板ガラスが当時のままの状態で残されるなど、大部分において大正時代に建てられた当時の姿を維持している。
内部の間取りは、土間が狭いという一点を除けば、典型的な農家の構造である整形四間取で土間がある。
一方、外観は、二段の屋根の構成や、建物正面を繊細な細い木割の格子戸や出格子窓と黒漆喰壁で構成している点など、伝統的な江戸の町家の特徴を持つ。居住スペースと客間をともに充実させた構造で、柱梁組の素材や意匠が充実しており、内部の構造にも農家と町家の双方の特徴がみられる。土間のある正面に玄関と土間口の2つの出入り口を設けている。奥座敷の上手に縁側があり、縁側の両端に厠と押入れを配置する。
このような間取りは、墨田区の周辺地域の民家に多く、都市と農村の中間部にある近代の都市近郊住宅の特徴とみられる。
1968年（昭和43年）、21世紀現在管理人室となっている2階の建屋部分を増築した。
1999年（平成11）年、墨田区立立花大正民家園として開園後は、庭と共に一般公開するとともに、建物は有償のレンタルスペースとしても活用されており、2002年（平成14年）に襖張替え補修や床下の補修等の修繕工事が行われた。

## 庭園

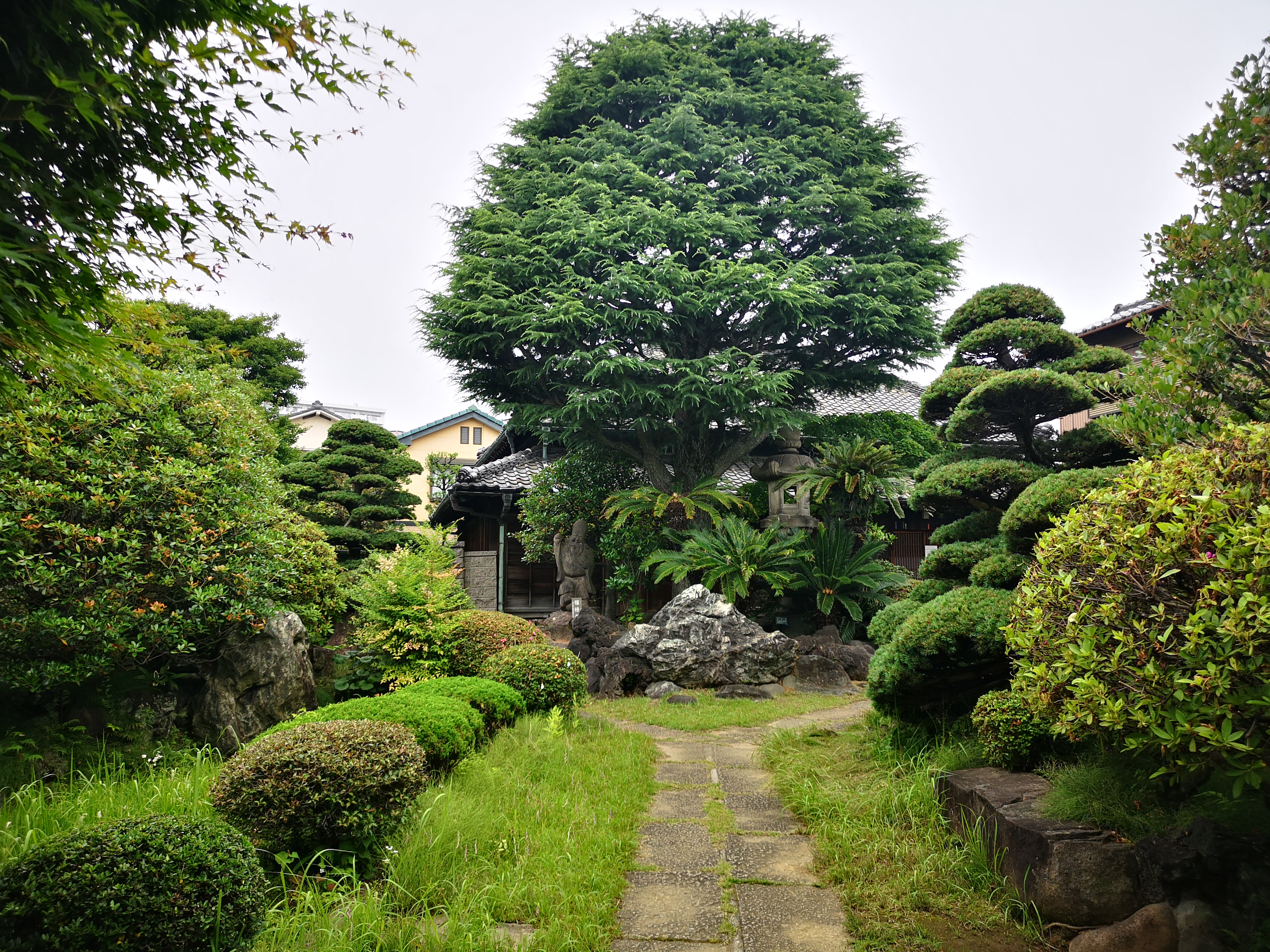
庭園中央

建築物を含めて、敷地面積は1356.46平方メートル（約411坪）あり、門から建物まで長いアプローチをもつ。住宅は1957年（昭和32年）に、水害への備えとして地盤を約50センチメートル上げているが、庭は昭和10年代に整備され、前庭は眼前の川面よりも低い位置にある。
植栽は、常緑樹17種197本（モッコク等）、落葉樹3種16本（モミジ等）がある。
庭は広く、枯山水や七福神などの石像が置かれている。七福神の像がすべて揃ってあることから、1カ所で七福神めぐりができるスポットして注目される。

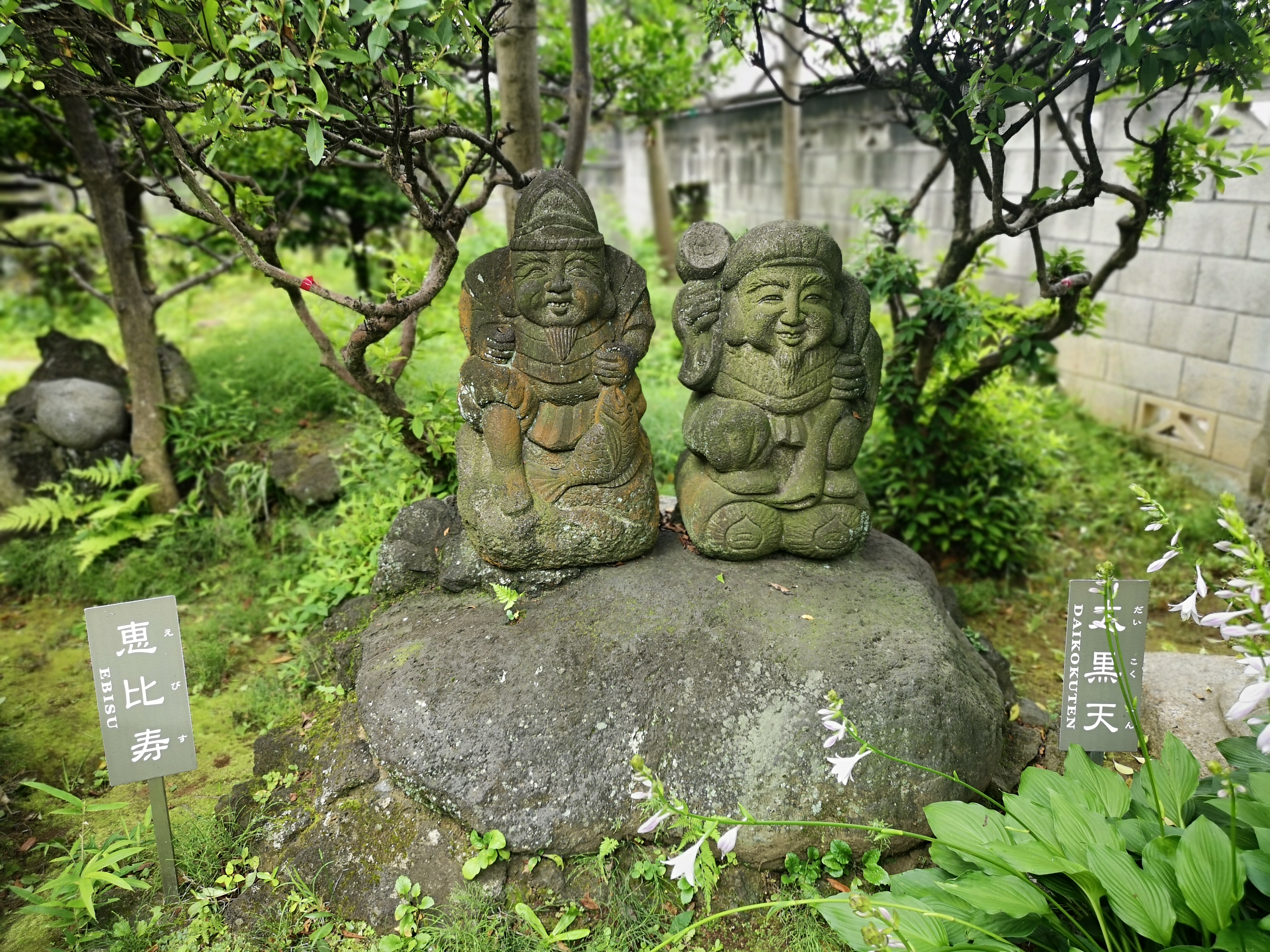
恵比寿・大黒天
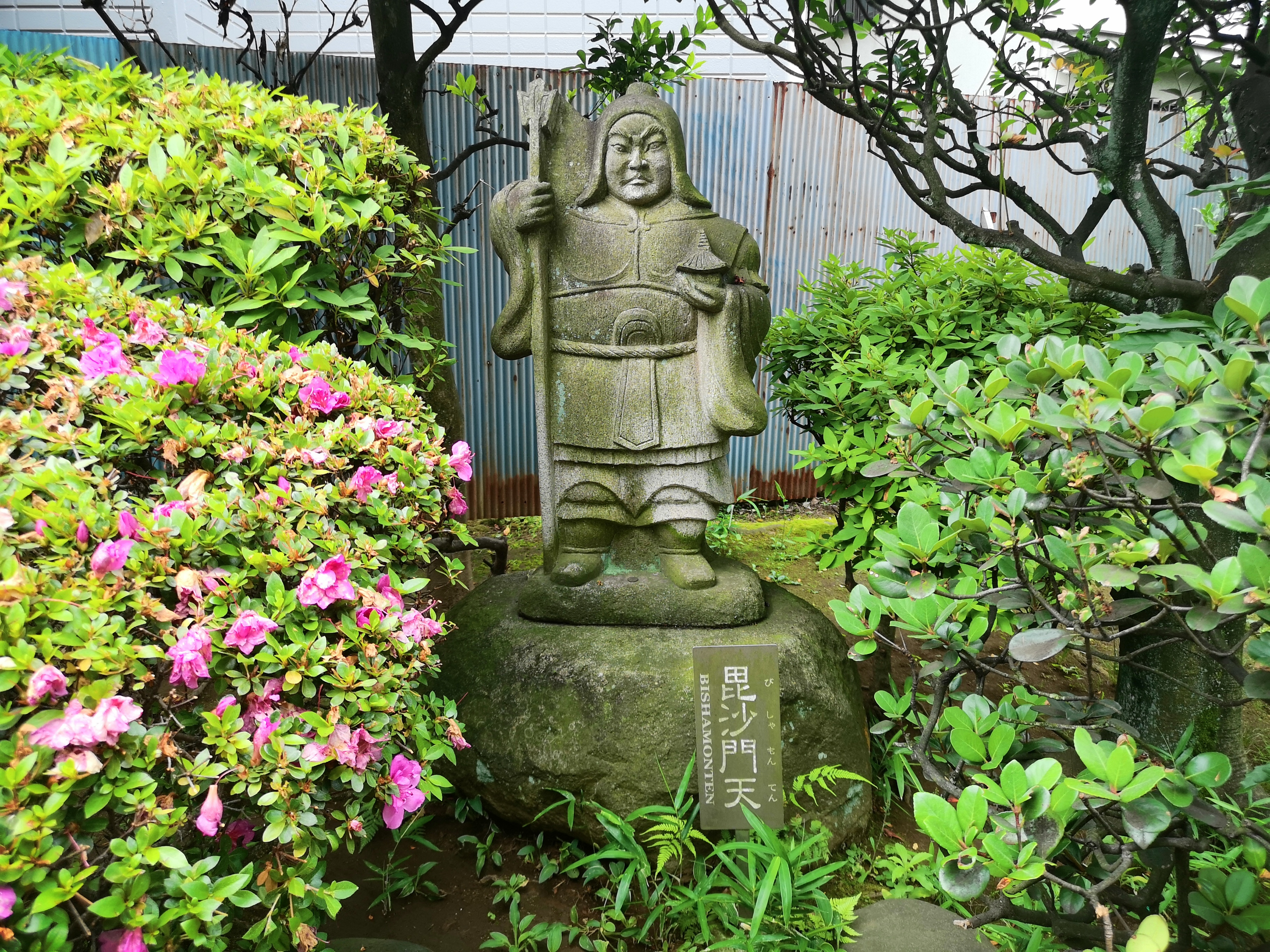
毘沙門天
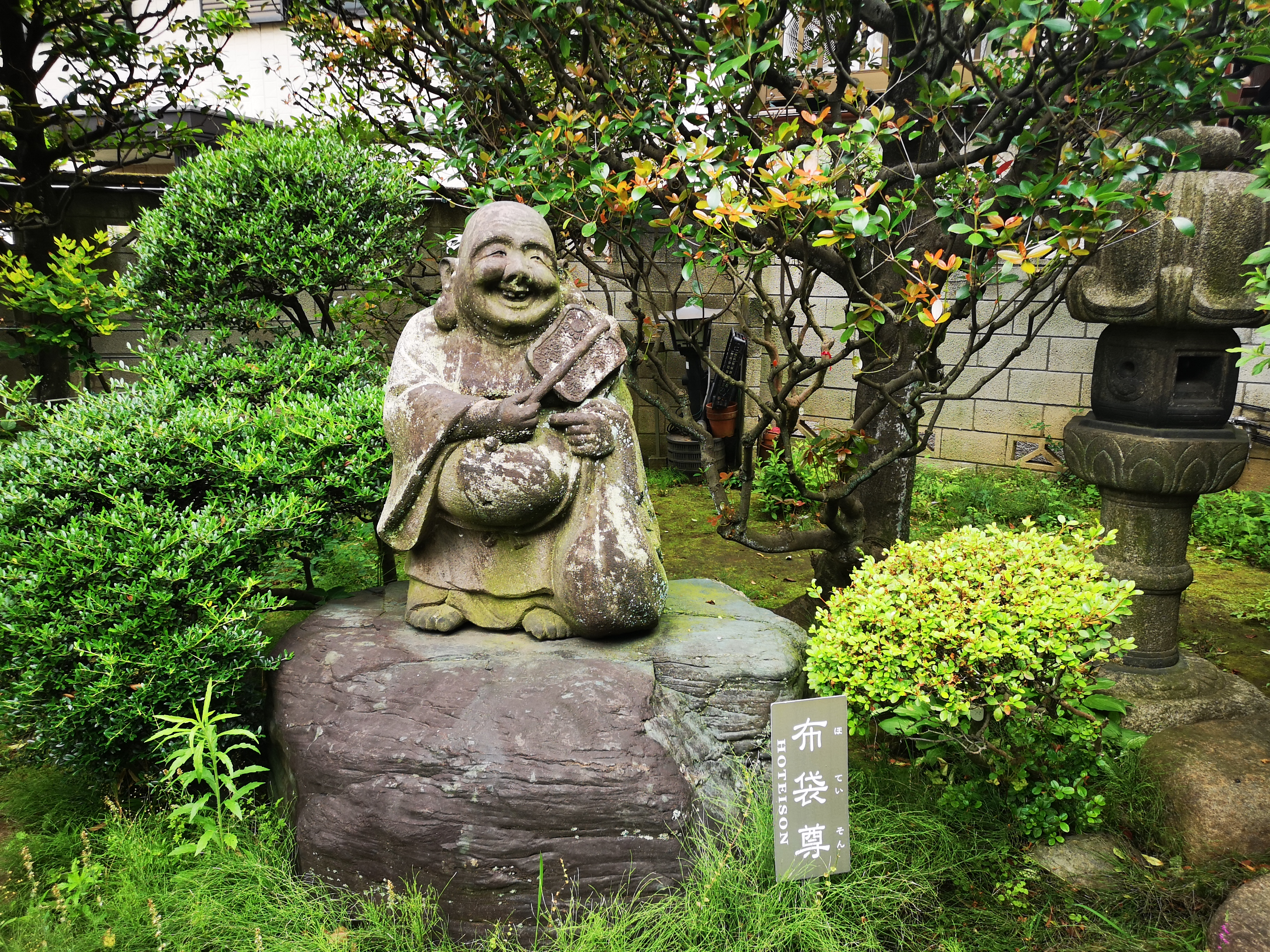
布袋
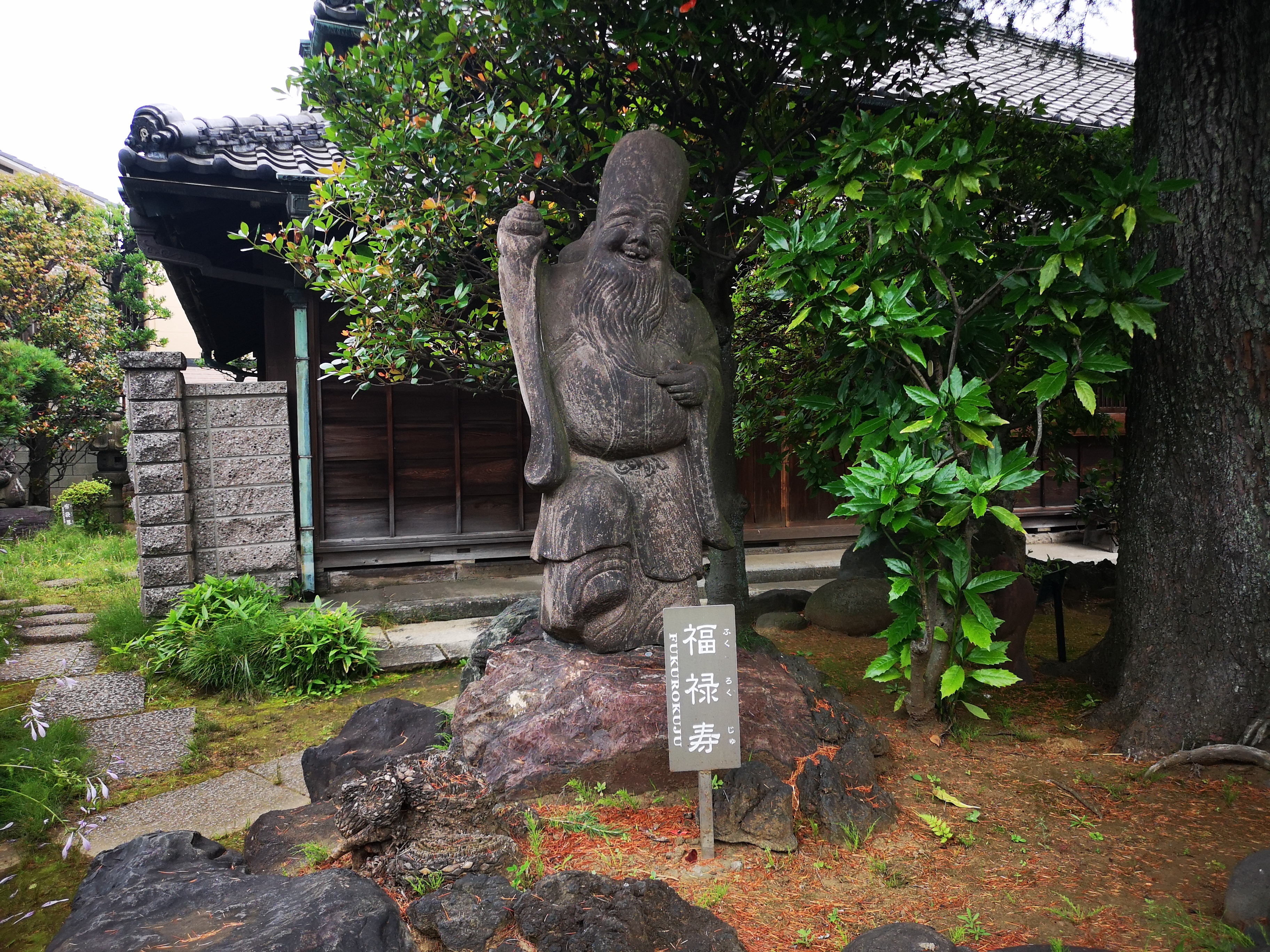
福禄寿
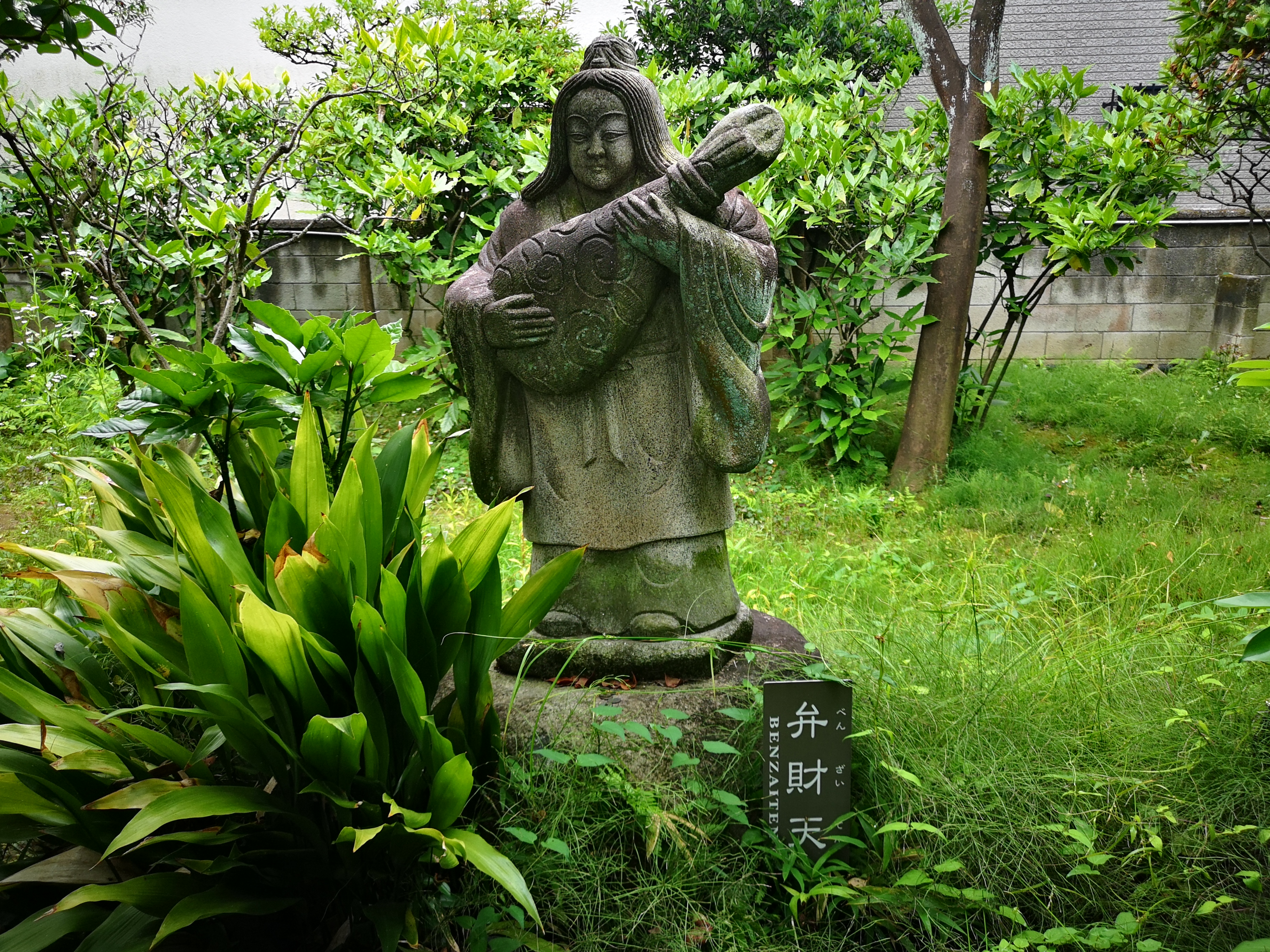
弁財天
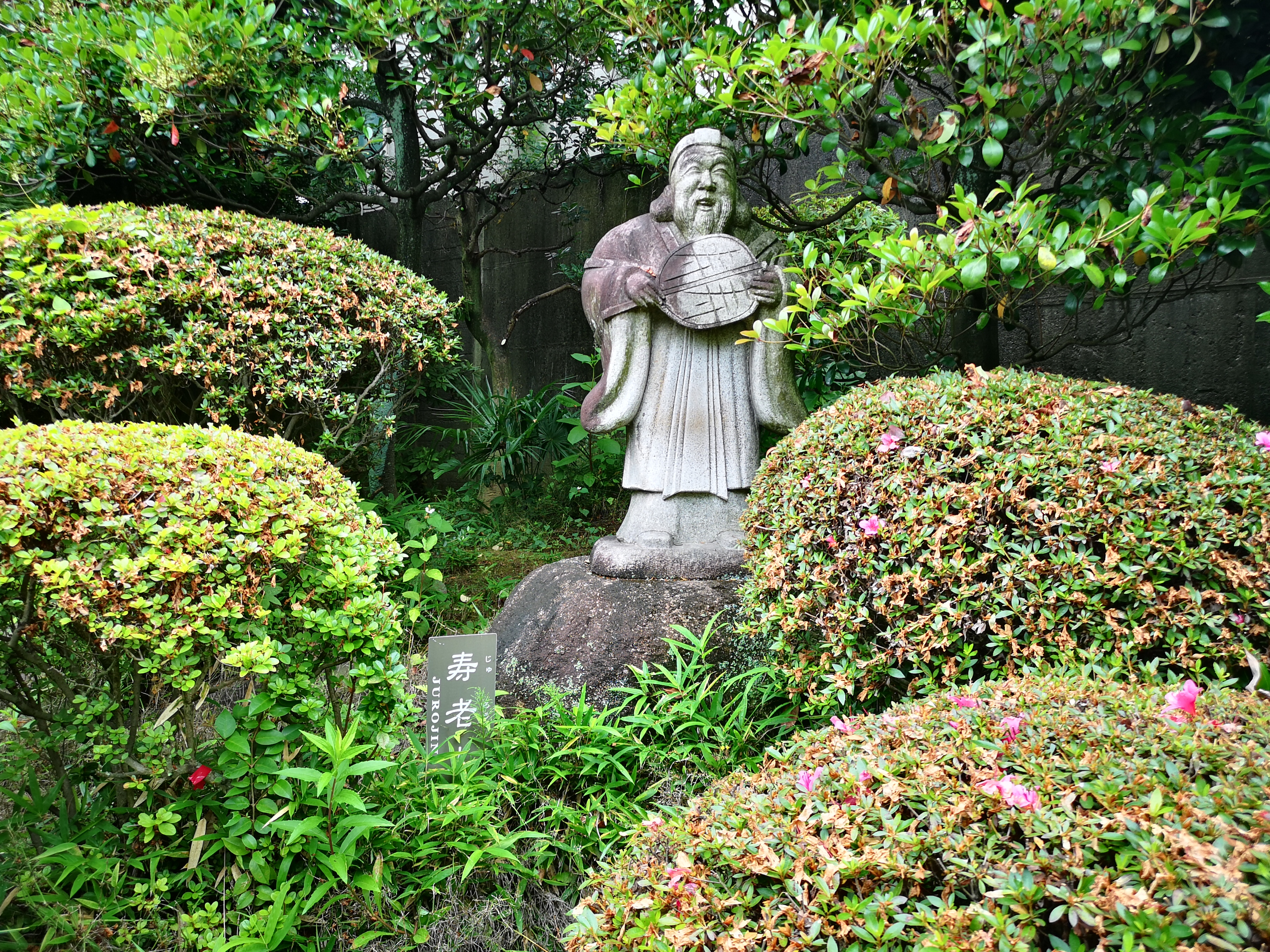
寿老

## 利用案内
すみだ郷土文化資料館が管理し、庭園・住宅内ともに無料公開する。このうち住宅のみ、有料のレンタルスペースとして見学者に支障のない範囲で貸出を行っている。
所在地131-0043 東京都墨田区立花6-13-17
利用時間
庭園: 9:00〜16:30
旧小山家住宅：12:30～16:30
休館日12月29日から翌年1月3日
アクセス
東武亀戸線東あずま駅から徒歩約9分、小村井駅から徒歩約12分。
区内循環バス（北東部ルート）立花大正民家園入口バス停から徒歩約3分